# Région industrielle centrale (Pologne)

Situation de la Région industrielle centrale au sein du territoire de la Deuxième république de Pologne.

La région industrielle centrale (en polonais : Centralny Okręg Przemysłowy, en abrégé COP), était une région industrielle et l'un des plus grands projets économiques de la Deuxième République polonaise. Le projet, qui aurait dû durer cinq ans, a été lancé par un célèbre économiste polonais, le vice-Premier ministre et ministre du Trésor Eugeniusz Kwiatkowski. Son objectif était de créer un centre industriel lourd au centre du pays, le plus loin possible de toute frontière, de renforcer l'économie polonaise et de réduire le chômage. Le plan quadriennal de développement de la COP était prévu pour durer du 1er septembre 1936 au 30 juillet 1940 et fut interrompu par le déclenchement de la Seconde Guerre mondiale et l'invasion allemande de la Pologne le 1er septembre 1939. Néanmoins, le projet COP a réussi à développer considérablement l'industrie polonaise et, après la fin de la guerre en 1945, la COP a été reconstruit et agrandi par la République populaire de Pologne.

## Histoire
De nombreuses tentatives sont entreprises à partir de 1928 visant à créer un « triangle de sécurité », soit une région industrielle au centre du pays, qui serait à l'abri de toute agression de l'Allemagne ou de l'Union soviétique. Le plan fut finalement approuvé en 1936 par le gouvernement polonais. En avril 1938, l'ampleur du plan, qui avait déjà été mis en œuvre dans certaines parties du pays, fut étendue au-delà des frontières initiales du triangle de sécurité.
La COP était située sur les territoires des anciennes voïvodies suivantes : les parties orientales des voïvodies de Kielce et de Cracovie, la partie sud de la voïvodie de Lublin et la partie occidentale de la voïvodie de Lviv, soit, en d'autres termes, 46 powiats, constituant 15,4 % du territoire de la Pologne et habités par 17 % de la population polonaise. Le facteur d’urbanisation de ces territoires était de 17 % (94 villes), contre une moyenne nationale de 30 %. Plusieurs arguments ont été avancés en faveur du choix de l'emplacement de la COP :
- Militaire : une distance relativement longue des frontières occidentales et orientales (la Pologne s'attendait à une future agression allemande ou soviétique) ainsi qu'une protection au sud par les Carpates.
- Démographie : une densité de population assez élevée (100 habitants/km²) avec un taux de chômage élevé (400 000 à 700 000 chômeurs).
- Économique : renforcer le marché essentiellement agricole de l'est de la Pologne et créer un marché pour les produits industriels de l'ouest de la Pologne ainsi qu'un marché de l'énergie pour le sud de la Pologne. En outre, la région disposait de certaines ressources naturelles non exploitées (pierre, fer, argile et certaines ressources énergétiques).
- Social : réduire le chômage, encore élevé dans les régions essentiellement agricoles de l'Est de la Pologne, qui ressentaient encore les répercussions de la Grande Dépression.

Le plan COP nécessitait un investissement financier massif, le seul développement des infrastructures et de l'industrie militaire étant estimé à 3 milliards de zlotys. Alors que les craintes de guerre grandissaient, les investissements privés en Europe étaient insuffisants à la fin des années 1930 et le gouvernement polonais a dû assumer la majeure partie du fardeau du financement du projet. Entre 1937 et 1939, la COP avait absorbé environ 60 % de tous les fonds d’investissement polonais.

## Réalisations

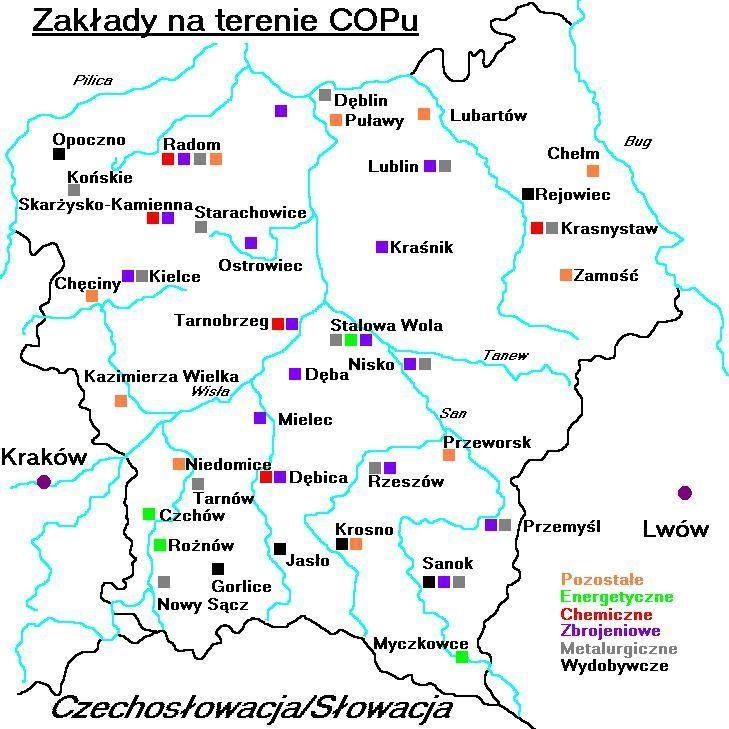
Développement économique au sein de la COP.

Les projets industriels suivants faisaient partie du plan :
Création de :
- une aciérie (Huta Stalowa Wola) et une centrale électrique dans une toute nouvelle ville de Stalowa Wola ;
- une usine de caoutchouc à Dębica ;
- une usine automobile à Lublin ;
- une usine d'avions à Mielec ;
- une usine de moteurs d'avions et d'artillerie à Rzeszów ;
- des centrales hydroélectriques à Rożnów et Myczkowce.

L'industrie militaire du Staropolski Okręg Przemysłowy (pl) est développée dans les villes de Radom, Skarżysko-Kamienna, Ostrowiec Świętokrzyski, Starachowice et Kielce. La plupart de ces investissements ont été réalisés dans des régions à fort taux de chômage, et leur construction a permis de réduire les tensions sociales et de renforcer l’économie polonaise.
Le développement de la COP et des projets similaires, comme la construction du port maritime de Gdynia, furent les réalisations les plus marquantes de la Deuxième République polonaise, marquant le début de la nouvelle ère dans le concept de l'indépendance récemment retrouvée. Le plan COP a été poursuivi par le gouvernement communiste polonais après la Seconde Guerre mondiale.
Cependant, comme la date de fin du plan était fin juillet 1940 et que la Pologne ne disposait pas de capitaux suffisants pour mener à bien l'ensemble du plan par elle-même, peu des projets prévus étaient complètement opérationnels avant le déclenchement de la guerre, et beaucoup d'autres n'ont même pas été lancés. Par conséquent, leur contribution à l'équipement de l'armée polonaise dans la période précédant la guerre fut relativement insignifiante et ne contribua guère à compenser l'écrasante supériorité matérielle des forces armées allemandes.
Les tactiques d'encerclement et d'annihilation allemandes au cours de la Seconde Guerre mondiale, avec leurs avancées rapides grâce à une infanterie extrêmement bien équipée, à des forces motorisées rapides et à des attaques aériennes à longue portée, ont eu pour résultat que la COP n'a finalement pas su jouer le rôle de refuge sûr qu'elle aurait dû fournir à l'industrie polonaise. L’idée du triangle de sécurité est issue de la réflexion des stratèges militaires polonais pendant la Première Guerre mondiale et la guerre russo-polonaise de 1919-1920. Cette idée a été modernisée à la fin des années 1930 et de nombreuses usines essentielles à l’effort de guerre ont été réparties dans tout le pays. De plus, le PZL.37 Łoś, un bombardier moyen, fut déplacé et réassemblé avec succès dans l'usine la plus orientale de la Pologne, tombée sous l'avancée soviétique après le 17 septembre 1939.
Quoi qu'il en soit, le démembrement allemand de la Tchécoslovaquie a débordé la Pologne par le sud et a placé la majorité des usines COP sur la trajectoire directe de l'avancée allemande depuis la Slovaquie. Pendant l'occupation allemande, la plupart des usines ont été converties pour contribuer à l'effort de guerre allemand. 
Après la guerre, les industries mises en route dans le cadre de la COP ont continué à être développées et, pour la plupart, continuent de fonctionner jusqu'à aujourd'hui.
L'écrivain Melchior Wańkowicz (en), dans son essai Sztafeta (en) (1939), soulignait le fait que la croissance rapide des villes de la COP n'était pas suivie des investissements nécessaires dans les infrastructures, en particulier les écoles et les logements. Comme l'Ilustrowany Kurier Codzienny l'annonça le 10 janvier 1939, au cours du premier semestre 1938, la population de Rzeszów augmenta de 24 %, celle de Sandomierz de 29 %, celle de Tarnobrzeg de 49 % et celle de Mielec de 58 %. Au total, au cours du premier semestre de 1938, la population totale de toutes les villes de la COP a augmenté de 20 %. D'après un communiqué de presse de janvier 1939, sur 33 villes et villages situés au confluent de la rivière San et de la Vistule, 23 avaient besoin de nouvelles écoles.